# Marienrode
Marienrode è una frazione (Stadtteil) della città di Hildesheim, nel land della Bassa Sassonia, in Germania.

## Storia
Il villaggio di Marienrode sorse a partire dal 1125 intorno al monastero fondato in quell'anno da Bertoldo I, vescovo di Hildesheim.
Il monastero di Marienrode, già abitato dai canonici regolari di Sant'Agostino, nel 1249 passò ai cistercensi che diedero un notevole impulso all'agricoltura nella regione. Secolarizzato nel 1806, fu riaffidato a una comunità religiosa (monache benedettine della congregazione di Beuron) nel 1988.
Rimase comune autonomo fino al 1º marzo 1974, quando fu soppresso e incorporato a Hildesheim.